# Chiesa di Sant'Antonio Abate (Costermano sul Garda)
La chiesa arcipretale di Sant'Antonio Abate è la parrocchiale di Costermano sul Garda, in provincia e diocesi di Verona; fa parte del vicariato del Lago Veronese-Caprino.

## Storia

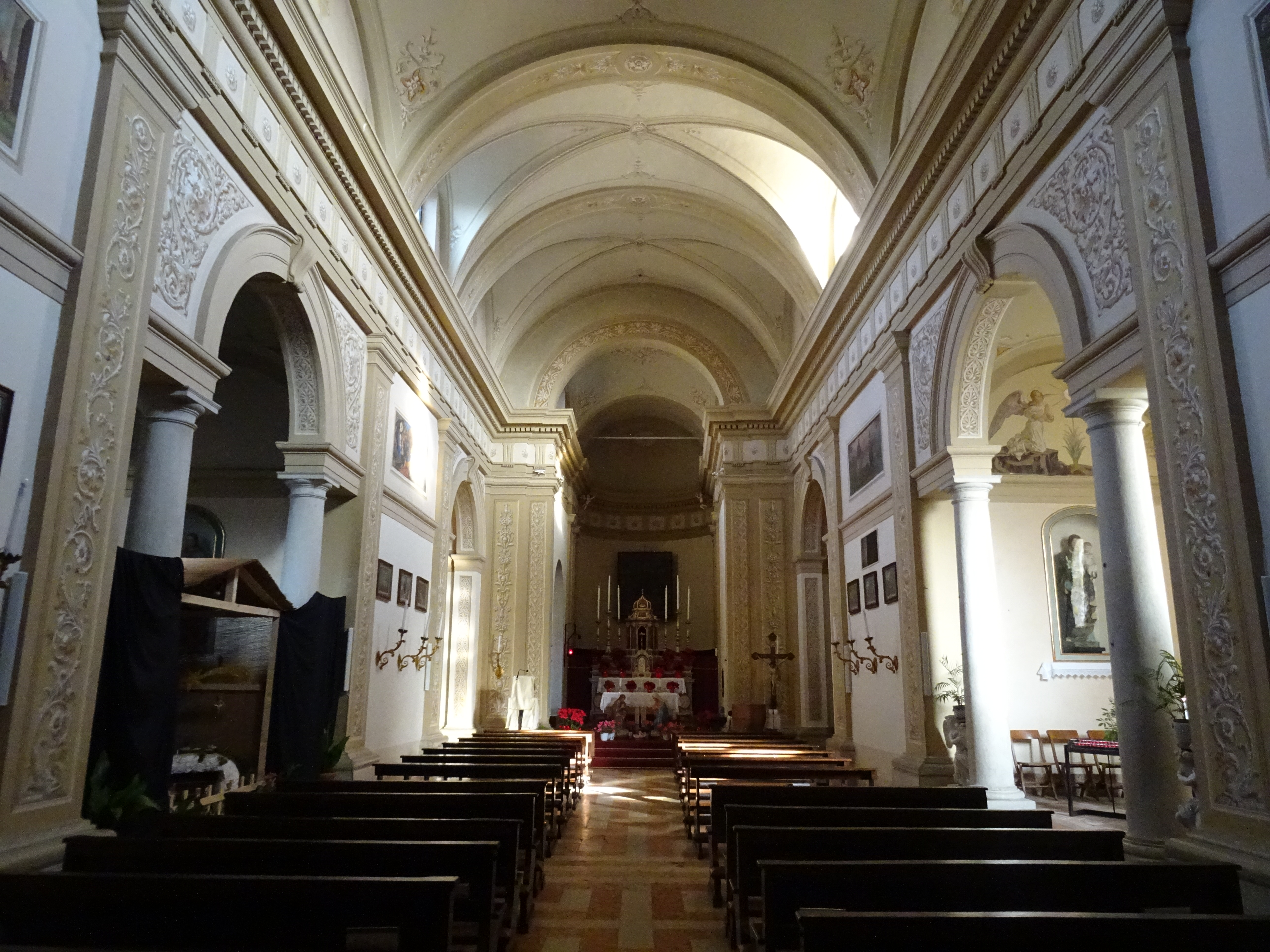
Interno

Non si conosce con precisione quando sorse la primitiva chiesa di Costermano, ma si sa che, originariamente filiale della pieve di Santa Maria di Garda, fu eretta a parrocchiale nel 1497, anche se sembrava che portasse il titolo già nel 1485, allorché così figurava in un documento riguardante una convenzione tra il parroco e il comune.
La nuova parrocchiale neoclassica venne edificata nel 1850; annesso alla chiesa fu costruito nel 1904 l'oratorio.
Nel 2008 l'esterno dell'edificio venne dipinto durante un intervento condotto su progetto dell'architetto Alessandro Manfredi, mentre nel 2013 la chiesa fu dotata di due rampe d'accesso adatte anche ai disabili, disegnate dall'architetto Marco Verzè

## Descrizione

### Facciata
La facciata della chiesa, che è in stile neoclassico, è tripartita da due coppie di lesene binate, sorreggenti la trabeazione e il timpano; al centro s'apre il portale d'ingresso, sovrastato da una lunetta entro la quale v'è un affresco avente come soggetto sant'Antonio Abate.

### Interno
L'interno si compone di un'unica navata piuttosto allungata, sulla quale s'affacciano le cappelle laterali di Sant'Antonio Abate e della Beata Vergine del Rosario e le cui pareti sono scandite da lesene abbellite da motivi vegetali sorreggenti la cornice con fregio a triglifi, sopra la quale s'imposta la volta a botte, suddivisa in campate da costoloni adornate da figure floreali.
Al termine dell'aula si sviluppa il presbiterio, sopraelevato di tre gradini; il pavimento della navata è in marmo bianco e in marmo rosso di Verona, mentre quello del presbiterio di marmo rosso di Verona.